# Pseudolimnophila (Pseudolimnophila) senex
Pseudolimnophila (Pseudolimnophila) senex is een tweevleugelige uit de familie steltmuggen (Limoniidae). De soort komt voor in het Afrotropisch gebied.